# Izoprenoidy

Izopren

Izoprenoidy představují rozsáhlou skupinu organických látek, nejčastěji rostlinného původu. Jejich základní strukturou jsou 2 a více izoprenových jednotek. Izopren je 2-metylbuta-1,3-dien. Mezi izoprenoidy patří silice, což jsou prchavé, aromatické kapaliny, izolují se z květů rostlin; pryskyřice, což jsou tuhé látky, které vznikají oxidací silic; a balzámy, což jsou polotuhé směsi silic a pryskyřic.
Izoprenoidy lze rozdělit na terpeny a jejich deriváty terpenoidy (kam patří mj. steroidy).

## Terpeny a terpenoidy
Terpeny jsou vysoce nepolární a tím pádem nejsou rozpustné ve vodě. Jako uhlovodíky jsou vysoce hořlavé a mají nízkou měrnou hmotnost (plavou na vodě).
Terpenoidy mají podobné fyzikální vlastnosti, ale mají tendenci být polárnější, a proto se mírně rozpoustějí ve vodě a jsou poněkud méně těkavé než terpeny. Vysoce polárním derivátem terpenoidů jsou glykosidy, které jsou vázány na cukry. Jsou to pevné látky rozpustné ve vodě.
Podle počtu izoprenových jednotek se terpeny dělí na:
- Hemiterpeny – základem je 1 izoprenová jednotka (isopren), v přírodě se volně nevyskytují.
- Monoterpeny – základem jsou 2 isoprenové jednotky. Jsou těkavé, vonné, obsaženy hlavně v silicích.

Myrcen – silice obsažená v chmelu a vavřínu
Limonen – silice citronová, pomerančová
Alfa-pinen a beta-pinen – hlavní složky terpentýnu
Geraniol – v růžovém oleji
Menthol – součást silice máty peprné
- Seskviterpeny – základem jsou 3 izoprenové jednotky, jsou obsaženy hlavně v rostlinných materiálech.

Kadinen – obsažen v jalovci
Selinen – obsažen v celeru
Humulen – obsažen ve chmelu
- Diterpeny – základem jsou 4 izoprenové jednotky.

Vitamín A (retinol)
- Triterpeny – základem je 6 izoprenových jednotek. Jejich modifikací vznikají steroidy.

Skvalen – živočišný charakter (v játrech žraloků)
- Tetraterpeny – základem je 8 izoprenových jednotek. Řadíme sem karotenoidy a xantofyly (rostlinná barviva).

Beta–karoten – provitamin A (jeho štěpením nevznikají dvě molekuly vitamínu A, jak je mnohokrát chybně uvedeno)
- Polyterpeny – obsahují několik stovek izoprenových jednotek. Mezi přírodní zástupce patří:

Přírodní kaučuk – pružný, využívá se v gumárenství
Gutaperča – nepružná, využívá se v elektrotechnice

## Steroidy
Steroidy jsou triterpenoidy, deriváty triterpenů. Jejich prekursorem je triterpen skvalen. Jsou to bezbarvé krystalické látky rozpustné v organických rozpouštědlech. Jsou to přírodní látky se značným fyziologickým účinkem. Z hlediska chemie se jedná o alkoholy, alkaloidy, hormony, vitamíny, kyseliny. Strukturní základ je tetracyklický steran